# Albert Canet
Henry Albert Canet (* 17. April 1878 in London; † 25. Juli 1930 in Paris) war ein französischer Tennisspieler.

## Karriere
Albert Canet trat bei den Olympischen Spielen 1912 in Stockholm in drei Wettbewerben an: im Einzel, im Doppel mit Édouard Mény de Marangue und im Mixed mit Marguerite Broquedis. Im Einzel schied er in der dritten Runde gegen Theodore Pell aus. Im Doppel zogen er und Mény de Marangue ins Halbfinale ein, wo sie Fritz Felix Pipes und Arthur Zborzil in fünf Sätzen unterlagen. Im Spiel um Bronze setzten sie sich daraufhin gegen Jaroslav Just und Ladislav Žemla durch. In der Mixedkonkurrenz hatten Canet und Broquedis gegen Dora Köring und Heinrich Schomburgk das Nachsehen. Sie erhielten die Bronzemedaille kampflos ohne ein eigenes Match zu gewinnen. 1914 spielte er sein letztes Turnier.
Nach seiner aktiven Zeit war Canet auch als Tennisfunktionär tätig. Er war von 1925 bis 1930 Präsident der ITF. In dieser Rolle stritt er sich mit dem Chef des IOC Henri de Baillet-Latour über den Status von Tennis bei den Olympischen Spielen. Die IOC wollte einzig Amateure als Tennisspieler zulassen, die ITF wollte Spielern auch ermöglichen Gold zu verdienen. Letztlich wurde Tennis während Canets Amtszeit bis 1988 aus dem olympischen Programm genommen. Er war auch in anderen Institutionen wie der Fédération Française de Tennis und im Tennis Club de Paris involviert.
Canet war gelernter Ingenieur und hatte zwei Brüder, Paul und Charles. Sein Vater war der Artillerieingenieur Gustave Canet.